# 莱昂·德尔萨特
莱昂·德尔萨特（法語：Léon Delsarte，1893年11月19日—1963年1月24日），法国男子竞技体操运动员。他曾获得1920年夏季奥运会男子团体全能铜牌和1924年夏季奥运会男子团体全能银牌。